# Международная шахматная федерация
Междунаро́дная ша́хматная федера́ция (ФИДЕ, фр. Fédération Internationale des Échecs, FIDE) — международная спортивная организация, объединяющая национальные шахматные федерации. Занимается популяризацией шахмат, организацией турниров претендентов, матчей за звание чемпиона мира, шахматных олимпиад и других международных шахматных турниров; присваивает спортивные звания, рассчитывает и публикует официальные рейтинги шахматистов. Основана 20 июля 1924 года в Париже. Девиз ФИДЕ — «Gens Una Sumus» («Мы — одна семья» — лат.)
Штаб-квартира ФИДЕ находится в Лозанне (Швейцария), имеется также офис в Элисте.
В уставе ФИДЕ говорится, что официальные языки — английский и французский, но все документы составляются только на английском. Кроме того, на конгрессах ФИДЕ используются также испанский и русский.

## Члены ФИДЕ
Членами ФИДЕ являются национальные шахматные федерации, каждая из которых имеет право голоса на Генеральной ассамблее,
а кроме того, некоторые другие шахматные организации (Международная федерация игры в шахматы по переписке (ИКЧФ),
Международная ассоциация незрячих шахматистов (ИБЧА) и другие) и индивидуальные члены, права голоса не имеющие.
Вступить в ФИДЕ может любая национальная федерация, деятельность которой не противоречит уставу ФИДЕ.
ФИДЕ построена на принципах демократии; все федерации, входящие в неё, обладают равными правами.
ФИДЕ не приемлет дискриминацию по политическим, национальным, расовым, религиозным и социальным мотивам (например, членство шахматной федерации ЮАР в 1974—1996 годах было приостановлено из-за проводимой в этой стране политики апартеида).
В момент своего основания ФИДЕ объединяла 14 стран. В середине 1960-х годов число членов ФИДЕ сильно выросло за счёт вступления многих развивающихся стран, на 1987 год оно составляло 125. По состоянию на 2019 год в ФИДЕ входит 191 национальная шахматная федерация. Они разделены по региональному признаку на зоны (на 2019 год их 35); каждая зона избирает зонального президента, который представляет её в органах ФИДЕ.
В скобках, после зоны, указано количество стран в зоне, а после страны — год вступления в ФИДЕ.

| Зона 1.1 (10) |
| --- |
| Зона 1.1a Англия (1924) Ирландия (1933) Шотландия (1932) Уэльс (1926)                                                                                              |
| Зона 1.1b Бельгия (1924) Франция (1924) Нидерланды (1924) |
| Зона 1.1c Италия (1924) Португалия (1927) Испания (1928) |
| Зона 1.2 (9) |
| Зона 1.2a Австрия (1926) Германия (1950) Словения (1992) Швейцария (1924)                                                                                          |
| Зона 1.2b Босния и Герцеговина (1992) Хорватия (1992) Северная Македония (1993) Израиль (1935) Косово (2016)                                                       |
| Зона 1.3 (5) |
| Дания (1926) Финляндия (1924) Исландия (1929) Норвегия (1926) Швеция (1926)                                                                                        |
| Зона 1.4 (6) |
| Болгария (1936) Чехия (1924) Венгрия (1924) Польша (1924) Румыния (1924) Словакия (1993)                                                                           |
| Зона 1.5 (7) |
| Зона 1.5a Албания (1952) Греция (1948) Черногория (2007) Сербия (1924) Турция (1962)                                                                               |
| Зона 1.5b Армения (1992) Грузия (1992) |
| Зона 1.6 (1) |
| Россия (1947) |
| Зона 1.7 (3) |
| Эстония (1931/1991) Латвия (1927/1991) Литва (1930/1991) |
| Зона 1.8 (3) |
| Азербайджан (1992) Беларусь (1992) Молдова (1992) |
| Зона 1.9 (1) |
| Украина (1992) |
| Зона 1.10 (10) |
| Андорра (1968) Кипр (1961) Фарерские острова (1970) Гернси (1980) Джерси (1980) Лихтенштейн (1985) Люксембург (1952) Мальта (1959) Монако (1958) Сан-Марино (1983) |

| Зона 2.1 (1) |
| --- |
| США (1927) |
| Зона 2.2 (1) |
| Канада (1924) |
| Зона 2.3 (24) |
| Зона 2.3.1 Мексика (1956) |
| Зона 2.3.2 Коста-Рика (1966) Сальвадор (1966) Гватемала (1971) Гондурас (1975) Никарагуа (1961) Панама (1966) |
| Зона 2.3.3 Куба (1939) |
| Зона 2.3.4 Колумбия (1950) |
| Зона 2.3.5 Аруба (1998) Багамские Острова (1974) Барбадос (1981) Бермудские острова (1976) Британские Виргинские острова (1974) Доминиканская Республика (1963) Гайана (?) Гаити (1985) Ямайка (1972) Нидерландские Антильские острова (1972) Пуэрто-Рико (1938) Суринам (1974) Тринидад и Тобаго (1972) Американские Виргинские острова (1966) Венесуэла (1939) |
| Зона 2.4 (4) |
| Боливия (1939) Бразилия (1928) Эквадор (1939) Перу (1939) |
| Зона 2.5 (4) |
| Аргентина (1924) Чили (1939) Парагвай (1939) Уругвай (1937) |

| Зона 3.1 (13) |
| --- |
| Бахрейн (1982) Иран (1955) Ирак (1972) Иордания (1974) Кувейт (1979) Ливан (1957) Оман (2016) Палестина (1982) Катар (1985) Саудовская Аравия (2016) Сирия (1972) ОАЭ (1977) Йемен (1977)                                                                                           |
| Зона 3.2 (6) |
| Бангладеш (1979) Бутан (2004) Мальдивы (2007) Непал (1986) Пакистан (1973) Шри-Ланка (1978) |
| Зона 3.3 (17) |
| Бруней (1980) Камбоджа (2000) Китайский Тайбэй (2004) Гонконг (1961) Индонезия (1960) Япония (1968) Лаос (2004) Макао (1994) Малайзия (1960) Монголия (1955) Мьянма (1990) Филиппины (1956) Сингапур (1960) Южная Корея (1994) Таиланд (1961) Восточный Тимор (2016) Вьетнам (1988) |
| Зона 3.4 (6) |
| Афганистан (1984) Казахстан (1992) Кыргызстан (1992) Таджикистан (1992) Туркменистан (1992) Узбекистан (1992) |
| Зона 3.5 (1) |
| Китай (1975) |
| Зона 3.6 (8) |
| Австралия (1939) Фиджи (1982) Гуам (2011) Науру (2016) Новая Зеландия (1948) Палау (2002) Папуа — Новая Гвинея (1976) Соломоновы Острова (?) |
| Зона 3.7 (1) |
| Индия (1956) |

| Зона 4.1 (7) |
| --- |
| Алжир (1979) Ливия (1977) Мали (?) Мавритания (?) Марокко (1966) Сенегал (?) Тунис (1958) |
| Зона 4.2 (13) |
| Бурунди (1999) Джибути (?) Египет (1950) Эритрея (2016) Эфиопия (1994) Кения (1980) Руанда (1997) Сейшелы (1978) Сомали (2002) Южный Судан (2016) Судан (1986) Танзания (2016) Уганда (1978)                                                 |
| Зона 4.3 (14) |
| Ангола (1979) Ботсвана (1982) Коморские острова (?) Конго (2008) Лесото (2012) Мадагаскар (1991) Малави (1985) Маврикий (1978) Мозамбик (1989) Намибия (1933) ЮАР (1992) Свазиленд (2011) Замбия (1975) Зимбабве (1970)                      |
| Зона 4.4 (13) |
| Буркина-Фасо (2016) Камерун (2007) Кабо-Верде (2016) Центральноафриканская Республика (2010) Кот-д’Ивуар (?) Габон (2007) Гамбия (1978) Гана (1975) Либерия (2016) Нигерия (1975) Сан-Томе и Принсипи (2007) Сьерра-Леоне (1992) Того (2012) |

## Структура и руководство
Официальными лицами ФИДЕ являются:
- Президент
- Заместитель президента
- Почётный президент
- Генеральный секретарь
- Казначей
- Вице-президенты (в том числе почётные и континентальные)
- Зональные президенты
- Исполнительный директор
- Ревизор
- Председатели комиссий

Коллегиальными органами ФИДЕ являются:
- Генеральная ассамблея
- Исполнительный комитет (Исполком)
- Президентский совет
- Секретариат

Также для рассмотрения разных частных вопросов в ФИДЕ имеются комиссии, такие как
- Комиссия по этике
- Комиссия по правилам
- Квалификационная комиссия
- и другие.

Ежегодно собирается конгресс ФИДЕ, на котором проводятся заседания Генеральной ассамблеи, а также Исполкома и комиссий.
Генеральная ассамблея является высшим законодательным и исполнительным органом ФИДЕ. В неё входят по одному представителю от федераций — членов ФИДЕ, члены Исполкома ФИДЕ, и некоторые другие лица, но право голоса имеют только представители федераций. Федерация, которая по каким-либо причинам не может прислать своего представителя, имеет право передать свой голос другой федерации. Чиновники ФИДЕ избираются непосредственно Генеральной ассамблеей или назначаются президентом с последующим утверждением ею, на четырёхлетний срок.
В промежутках между конгрессами решения вместо Генеральной ассамблеи может принимать Исполком (кроме тех, что касаются выборов, изменений устава, и некоторых других).
Членами Исполкома являются президент, его заместитель, вице-президенты, зональные президенты, некоторые другие чиновники ФИДЕ, а также чемпионы мира среди мужчин и женщин.
Собирается раз в год, или в другое время по требованию президента.
Президентский совет выполняет рутинную работу по управлению ФИДЕ в промежутках между заседаниями Исполкома и Генеральной ассамблеи.
Он может принимать решения, входящие в компетенцию Генеральной ассамблеи и Исполкома; собирается раз в три месяца или дополнительно по требованию президента.
В президентский совет входят президент, его заместитель, генеральный секретарь, казначей, вице-президенты, чемпионы мира среди мужчин и женщин.
Президент официально представляет ФИДЕ, подписывает от её имени документы, председательствует на заседаниях Генеральной ассамблеи, Исполкома, Президентского совета.

### Список президентов ФИДЕ
| Имя                  | Годы                | Страна     | Фото |
| -------------------- | ------------------- | ---------- | ---- |
| Александр Рюб        | 1924—1939 1946-1949 | Нидерланды |      |
| Августо Муро         | 1939-1946           | Аргентина  |      |
| Фольке Рогард        | 1949—1970           | Швеция     |      |
| Макс Эйве            | 1970—1978           | Нидерланды |      |
| Фридрик Олафссон     | 1978—1982           | Исландия   |      |
| Флоренсио Кампоманес | 1982—1995           | Филиппины  |      |
| Кирсан Илюмжинов     | 1995—2018           | Россия     |      |
| Аркадий Дворкович    | с 2018              | Россия     |      |

## Деятельность

### Соревнования
ФИДЕ организует Шахматные Олимпиады, матчи на первенство мира среди мужчин (с 1948 года) и женщин, кубок мира и некоторые другие соревнования всемирного масштаба.
Шахматная Олимпиада (прежнее название — турнир наций) — командный турнир, который проводится раз в два года, начиная с 1927 года. Участвовать в нём могут команды всех стран — членов ФИДЕ. Как правило, вместе с олимпиадой проводится и Конгресс ФИДЕ.
Соревнования за звание чемпиона мира проводятся под эгидой ФИДЕ с 1948 года, когда после смерти действующего чемпиона мира А. Алехина был проведён матч-турнир для выявления нового чемпиона. В дальнейшем чемпион мира определялся в матче за первенство мира, за исключением 1993—2006 годов, когда ФИДЕ проводила чемпионат мира по нокаут-системе, а тогдашний чемпион мира Г. Каспаров отказался играть на условиях ФИДЕ, что привело к параллельному существованию «чемпиона мира по версии ФИДЕ» и «чемпиона мира по классической версии».
В 2006 году В. Крамник выиграл объединительный матч у В. Топалова и стал чемпионом по обеим версиям. После того, как В.Ананд выиграл чемпионат 2007 года и матч у Крамника в 2008 году, раскол был окончательно ликвидирован, а ФИДЕ вернулась к розыгрышу звания чемпиона в матче.
Звание чемпиона мира среди женщин разыгрывается ФИДЕ с 1927 года.

### Рейтинги и звания
С 1970 года ФИДЕ рассчитывает рейтинги шахматистов по системе Эло.
Сначала рейтинг-лист обновлялся каждые полгода, в настоящее время — раз в месяц.
Наивысший рейтинг за всю историю имеет 16-й чемпион мира Магнус Карлсен — 2882 (май, 2014).
С 2012 года обсчитываются отдельные рейтинги по быстрым шахматам и блицу.
Для того чтобы турнир был обсчитан в ФИДЕ, он должен быть предварительно зарегистрирован, и проводиться по правилам ФИДЕ. За обсчёт турниров взимается плата.
Также ФИДЕ присваивает наиболее успешным шахматистам международные спортивные звания:
- Гроссмейстер (сокращённое обозначение GM)
- Международный мастер (IM)
- Мастер ФИДЕ (FM, c 1978 года)
- Кандидат в мастера (CM, с 2002 года)

Для получения высших званий необходимо трижды выполнить норму и достичь определённого рейтинга (2500 для гроссмейстера и 2400 для международного мастера). Чтобы получить звание мастера ФИДЕ, нужно достичь рейтинга 2300, кандидата в мастера — 2200.
Для женщин существуют аналогичные «женские» звания (WGM, WIM, WFM, WCM), с меньшими нормами по рейтингу.
ФИДЕ также присваивает онлайн-титулы, которые можно получить на официальной игровой платформе ФИДЕ — FIDE Online Arena. Эти титулы считаются официальными титулами ФИДЕ для игроков с более низким рейтингом и заменяются на классические титулы по достижении их через участие в турнирах за доской.
- Arena Grandmaster (AGM)
- Arena International Master (AIM)
- Arena Master (AM)
- Arena Candidate Master (ACM)

Все эти звания присваиваются пожизненно. За их присвоение нужно платить. Присвоением званий и рейтингов занимается квалификационная комиссия ФИДЕ.
Национальные федерации могут рассчитывать свои собственные «национальные» рейтинги и присваивать своим членам «национальные» звания (национальный мастер, кандидат в мастера, и т. п.), по своим собственным правилам. Они никак не связаны со званиями и рейтингами ФИДЕ.

## История

### С 1914 по 1946 год
В апреле 1914 в Санкт-Петербурге была сделана первая попытка сформировать международную шахматную федерацию. Другая попытка была сделана в июле 1914 во время международного шахматного турнира в Мангейме. В 1920 на турнире в Гётеборге была предпринята ещё одна попытка организовать международную федерацию. Сами шахматисты попытались разработать правила проведения чемпионатов мира. В 1922 году чемпион мира Хосе Рауль Капабланка предложил «Лондонские правила»: чемпионом становится игрок, который первым выиграет 6 партий; время на игру ограничивается 5 часами; устанавливается лимит времени — 2,5 часа на 40 ходов; чемпион должен защитить своё звание в течение одного года после получения вызова от признанного мастера; чемпион назначает дату состязания; чемпион не был обязан принять вызов, если призовой фонд меньше, чем 10 000 долларов. При этом 20 % идёт обладателю титула, а из оставшейся суммы 60 % идёт победителю состязания, а 40 % — проигравшему. Алехин, Боголюбов, Рети, Рубинштейн, Тартаковер и Видмар быстро подписали их. Единственный матч за звание чемпиона мира по шахматам, сыгранный по этим правилам, был матч Капабланки против Алехина в 1927 году, который выиграл Алехин.
В 1922 году российский шахматный мастер Евгений Зноско-Боровский, участвуя на международном турнире в Лондоне, объявил, что турнир[какой?] будет проведён во время VIII Олимпийских Игр в Париже в 1924 и будет устроен французской Шахматной Федерацией.
ФИДЕ была основана 20 июля 1924 в Париже (во время проведения Восьмых летних олимпийских игр) по инициативе П. Венсана (Франция), Л. Риса (Великобритания) и Александра Рюэба (Нидерланды). 14 стран-основателей ФИДЕ: Аргентина, Бельгия, Великобритания, Венгрия, Испания, Италия, Канада, Нидерланды, Польша, Румыния, Франция, Чехословакия, Швейцария, Югославия.
В первые годы своего существования ФИДЕ не имела большого влияния и плохо финансировалась. ФИДЕ была в значительной степени удовлетворена «Лондонскими Правилами», но обеспечение призового фонда в 10 000 долларов было невыполнимо. Был приглашён Капабланка для пересмотра Правил. На третьем конгрессе ФИДЕ, проходившем в Будапеште в 1926 году, было решено организовать Шахматную Олимпиаду. Но приглашения были разосланы поздно и в турнире участвовали только 4 страны. В результате это соревнование назвали Малой Олимпиадой. Победителем стала Венгрия, следом расположились Югославия, Румыния и Германия. В 1927 году ФИДЕ организовала и провела Первую Шахматную Олимпиаду во время своего 4-го Конгресса в Лондоне. Официальное название турнира — «Турнир Наций» или «Командное первенство мира», но название «Шахматная олимпиада» стало более популярным. Победителем Первой шахматной олимпиады с участием 16 команд стала Венгрия.
В 1928 году ФИДЕ признала Боголюбова «Чемпионом ФИДЕ» после того, как он выиграл матч у Эйве. Действующий чемпион мира Алехин посетил Конгресс ФИДЕ и согласился на проведение будущих матчей за звание чемпиона мира под эгидой ФИДЕ, хотя любое состязание с Капабланкой должно было быть при тех же самых условиях, как в Буэнос-Айресе в 1927, то есть включая требование призового фонда в 10 000 долларов. ФИДЕ приняла это предложение и сформировала комиссию для изменения Лондонских Правил для будущих матчей.
ФИДЕ с 1935 года пыталась ввести правила выбора претендентов. В это же время Алехин и Эйве готовились к их матчу-реваншу, назначенному на конец 1937 года. Голландская Шахматная Федерация предложила провести супертурнир (АВРО) с участием экс-чемпионов и восходящих звёзд, чтобы выбрать следующего претендента. ФИДЕ отклонила это предложение и назначила официальным претендентом гроссмейстера Сало Флора, на что Эйве заявил, что если он сохранит своё звание после встречи с Алехиным, то будет готов встретиться с Флором в 1940, и, что он зарезервировал себе право на матч в 1938 или 1939 с Хосе Раулем Капабланкой, который потерял звание в 1927 году. Если Эйве потеряет титул, то Капабланка, в соответствии с решением ФИДЕ, должен будет играть с Флором в 1940. Большинство игроков и шахматных специалистов поддерживали голландское предложение о проведении супертурнира и выступали против предложений ФИДЕ. Этот конфликт остался неразрешённым: Эйве потерял своё звание в матче с Алехиным, турнир АВРО в 1938 году был выигран Паулем Кересом, а Капабланка и Флор оказались внизу турнирной таблицы. После начала Второй мировой войны в 1939 году международные соревнования под эгидой ФИДЕ прекратились.

### С 1946 по 1962 год
До 1946 года новый чемпион мира выигрывал титул, побеждая прежнего чемпиона в матче. После смерти в 1946 году действующего чемпиона Александра Алехина возникла проблема определения нового чемпиона. Ситуация была очень запутанной, потому что многими уважаемыми игроками и специалистами предлагались разные решения. ФИДЕ было трудно организовать обсуждение этой проблемы потому, что многие страны не могли прислать своих представителей из-за финансовых проблем, вызванных недавней войной — особенно Советский Союз. К тому же СССР долго отказывался присоединиться к ФИДЕ, при том, что приблизительно половина вероятных претендентов была советскими шахматистами. Но вскоре Советский Союз понял, что не может стоять в стороне от обсуждения вопроса о вакантном месте чемпиона мира, и в 1947 году была послана телеграмма с извинениями за отсутствие советских представителей, и с предложением, чтобы СССР был представлен в будущих Комитетах ФИДЕ. АВРО-турнир 1938 использовался как основание для проведения турнира претендентов 1948 года. В турнире AVRO участвовало восемь игроков, которые были, по общему мнению, лучшими игроками в мире в то время. Двое из участников турнира 1938 года — Алехин и третий чемпион мира Хосе Рауль Капабланка — умерли, и ФИДЕ решила, что остальные шесть участников турнира 1938 года будут играть отборочный турнир. Этими игроками были: Макс Эйве (Голландия); Михаил Ботвинник, Пауль Керес и Сало Флор (Советский Союз); Ройбен Файн и Самуэль Решевский (Соединённые Штаты Америки). Но вскоре ФИДЕ приняла советское предложение заменить Сало Флора Василием Смысловым. Ройбен Файн отказался от участия в турнире, чтобы продолжить своё обучение на учёную степень в области психиатрии. Таким образом, только пять игроков продолжили спор за титул чемпиона мира по шахматам. В турнире убедительно победил Ботвинник, который и стал новым чемпионом мира.
Также была определена процедура, в соответствии с которой претендент для участия в матче на звание чемпиона мира будет отбираться в 3-летнем цикле: страны, входящие в ФИДЕ, посылают игроков в зональные турниры (число игроков от каждой страны зависело от того, сколько достаточно сильных игроков она имела); игроки, которые займут первые места в зональных турнирах, играют в межзональном турнире (позже разделённом сначала на два, затем на три турнира, поскольку число стран и сильных игроков увеличилось). Шахматисты, занявшие первые строчки итоговой таблицы межзонального турнира, должны были играть в турнире претендентов вместе с игроком, потерявшим титул в предыдущем матче, и шахматистом, занявшим второе место в турнире предыдущего трёхлетнего цикла. Победитель турнира претендентов играет матч с чемпионом мира. Так было до 1962 года включительно.

### Трудности 1970-х
Бобби Фишер в 1962 году, заняв на очередном турнире претендентов на Кюрасао 4-е место, опубликовал в журнале «Sports Illustrated» статью, в которой заявил, что сильнейшие советские шахматисты Тигран Петросян, Пауль Керес и Ефим Геллер играют между собой договорные ничьи, чтобы не допустить других шахматистов на первое место. ФИДЕ отреагировала заменой турнира претендентов, проходящего по круговой схеме, отборочными матчами по олимпийской системе — с выбыванием.
В 1969 Фишер отказался играть в американском чемпионате из-за разногласий о правилах проведения турнира и о призовом фонде. Так как тот чемпионат рассматривался как зональный турнир, Фишер утратил возможность бросить вызов чемпиону мира Борису Спасскому в этом цикле. Но американский гроссмейстер Пал Бенко согласился уступить своё место в межзональном турнире в пользу Фишера; другие американские игроки сделали то же самое. Президент ФИДЕ Макс Эйве интерпретировал правила очень гибко, что позволило Фишеру играть в 1970 году в межзональном турнире в Пальма де Майорке, который Фишер убедительно выиграл. Затем в отборочных матчах Фишер сокрушил советского гроссмейстера Марка Тайманова со счётом 6:0, с тем же разгромным счётом выиграл у датского гроссмейстера Бента Ларсена, затем в 1971 г. убедительно победил экс-чемпиона мира Тиграна Петросяна со счётом 6,5:2,5 и после победы над Борисом Спасским в 1972 году стал новым, 11-м чемпионом мира в 29 лет.
После победы Фишер раскритиковал существующие правила матча на первенство мира (24 игры; чемпион сохранял звание, если состязание заканчивалось вничью) на том основании, что это поощряло играть вничью. В то время как этот спор Фишера и ФИДЕ продолжался, молодой советский гроссмейстер Анатолий Карпов стал победителем отборочного цикла и получил право бросить вызов Фишеру в 1975 году. Фишер отказался принять любые правила соревнований, кроме тех, которые предложил он сам. Одним из основных требований Фишера было то, что для завоевания титула претендент должен одержать, по крайней мере, на две победы больше, чем чемпион - 8:10. ФИДЕ утверждала, что это несправедливо — претендент, одержавший на одну победу больше, фактически побеждал чемпиона, но всё же не завоёвывал титул. Фишер не отступил от своих требований, в конечном счёте ФИДЕ 1 апреля 1975 года лишила его звания после проведённого конгресса 17 марта и провозгласила новым 12-м чемпионом мира А.Карпова.
У ФИДЕ было много споров с советской Шахматной Федерацией. В 1976 соперник чемпиона мира Анатолия Карпова гроссмейстер Виктор Корчной получил политическое убежище в Нидерландах. В обсуждении несколькими днями ранее Макс Эйве сказал Корчному, «… конечно Вы сохраните все свои права…». Позднее ФИДЕ отклонила советские попытки воспрепятствовать тому, чтобы Корчной бросил вызов Анатолию Карпову в 1978 году. Та схватка кончилась в Багио на Филиппинах триумфальной победой Карпова (Карпов - 6, Корчной - 5, 21 партия - ничья). Ещё одним столкновением ФИДЕ и советской Шахматной Федерации было решение провести в 1976 году Шахматную Олимпиаду в Израиле, с которым Советский Союз не поддерживал отношений. Команда СССР (как и других социалистических стран) в этой Олимпиаде не участвовала. Однако социалистические страны не приняли участие и в «контролимпиаде» в Триполи, прошедшей в те же сроки в 1976 году (это соревнование было организовано как форма протеста; всего выступили 34 команды, в основном арабских стран и иных развивающихся стран, причём несколько федераций прислали свои команды и в Хайфу, и в Триполи; турнир закончился победой команды Сальвадора). В 1977 году Конгресс ФИДЕ поддержал позицию СССР, отметив его содействие единству, а не расколу, шахматного мира.

### Быстрое расширение членства
Во время своего президентства в ФИДЕ (1970—1978 годы) Макс Эйве стремился увеличить число государств — членов федерации. Эту же политику продолжал Флоренсио Кампоманес (президент в 1982—1995 годах). Экс-чемпион мира Анатолий Карпов позднее сказал, что включение многих маленьких и бедных стран в ФИДЕ привело к «вакууму лидерства в мире шахмат, другими словами, к нашей текущей ситуации». Как пишет гроссмейстер Юрий Авербах, присутствие в ФИДЕ большого количества стран «третьего мира» облегчало манипулирование решениями.

### Чемпионат мира 1983—1985
События, приведшие к победе в чемпионате мира Гарри Каспарова, вовлекли ФИДЕ в два спора. Устраивая полуфинальные матчи Отборочного турнира, которые должны были играться в 1983, ФИДЕ приняла решение провести матч Каспарова против Виктора Корчного в Пасадене, штат Калифорния. Советский Союз отказался принять это, так как боялся, что Каспаров эмигрирует, а возможно, потому, что считал Каспарова бо́льшей угрозой правящему чемпиону Анатолию Карпову, чем возрастного Корчного. Отказ означал бы, что Каспаров утратит свой шанс оспаривать звание чемпиона мира. Из предложенных на выбор городов оба соперника назвали Роттердам; кроме того, конфликт возник и по поводу места проведения второго матча Смыслов — Рибли (президент ФИДЕ вопреки желаниям обоих участников назвал местом проведения Абу-Даби, ОАЭ). Президент ФИДЕ Флоренсио Кампоманес провёл переговоры с Советским Союзом, и оба матча были сыграны в Лондоне. В 1984 году в состязании чемпионата мира между Карповым и Каспаровым победитель должен был выиграть 6 партий без ограничения количества партий. В первых 27 играх Карпов лидировал со счётом 5-0, но к 48 партии Каспаров сократил отставание до 5-3. К этому моменту состязание длилось уже 159 дней (с сентября 1984 года до февраля 1985 года), Карпов выглядел опустошённым и многие думали, что Каспаров должен победить. После шести дней переговоров 15 февраля президент ФИДЕ Кампоманес объявил, что состязание закончено без решения вопроса о чемпионстве, новый матч должен начаться в сентябре 1985 со счёта 0-0, и что он будет состоять из 24 партий. Карпов на пресс-конференции сказал, что он желает продолжить существующее состязание. Тем не менее, второй матч был сыгран, Каспаров победил в нём и стал новым чемпионом мира.

### С 1992 по 2015 год
В 1992 году Найджел Шорт выиграл отборочный турнир, таким образом, становясь официальным претендентом в борьбе за звание чемпиона мира. ФИДЕ очень быстро приняло предложение Манчестера (Великобритания) провести матч за звание чемпиона мира в 1993 году. Но в это же время Шорт находился в Греции и не мог проконсультироваться, как этого требуют правила ФИДЕ. Изучив ситуацию, Шорт связался с Каспаровым, который не доверял ФИДЕ и его президенту, Флоренсио Кампоманесу, остановившему матч Каспаров — Карпов в 1984 году. Каспаров и Шорт пришли к выводу, что ФИДЕ не в состоянии обеспечить наилучшие финансовые условия для проведения матча, и заявили, что они будут играть под покровительством новой организации — Профессиональной шахматной ассоциации. В ответ ФИДЕ лишила Каспарова звания чемпиона мира и исключил Каспарова и Шорта из официальных рейтинг-листов. Было также объявлено о матче за звание чемпиона мира между Карповым и Яном Тимманом, которых Шорт победил в полуфинале и финале отборочного турнира. Каспаров и Карпов выиграли свои матчи и теперь два игрока стали называть себя чемпионом мира.
В 1994 году Каспаров пришёл к выводу, что отделение от ФИДЕ было ошибкой, потому что и коммерческие спонсоры, и большинство гроссмейстеров не приняли раскол в шахматном мире. Каспаров начал пытаться улучшить отношения с ФИДЕ, поддержал Кампоманеса в борьбе за переизбрание на пост президента ФИДЕ. Но многие делегаты ФИДЕ считали Кампоманеса коррумпированным, и в 1995 году он согласился уйти в отставку. Его преемником стал Кирсан Илюмжинов, президент Республики Калмыкии, Российская Федерация. В следующие годы было предпринято несколько неудачных попыток объединить чемпионат мира; они были неудачны, в частности, из-за требования Каспарова сразу играть объединительный матч, без предварительных отборочных матчей.
В 2000 году Владимир Крамник победил Каспарова в матче Всемирного шахматного чемпионата. Но Крамник также не желал играть отборочные матчи и возражал против попытки ФИДЕ заменить чемпионат мира ежегодными турнирами с выбыванием, уменьшения лимита времени на партию, изменений, которые по мысли ФИДЕ, сделают игру более зрелищной. Наконец, в 2006 году объединительный матч был сыгран между Крамником и Веселином Топаловым, у которого Крамник выиграл, несмотря на «Туалетный скандал». Но последствия раскола в шахматном мире проявили себя. ФИДЕ решила, что поскольку Веселин Топалов опоздал к началу отборочного цикла 2007—2009 годов, то у него должен быть «кратчайший вход» в цикл 2007—2009 годов. ФИДЕ также решила, что, поскольку Крамник не выигрывал турнир в 2007 году, то он должен сыграть матч чемпионата в 2008 против победителя — и это условие стало применимым, потому что Вишванатан Ананд выиграл турнир и стал чемпионом мира.

### С 2015 года
В ноябре 2015 года президент ФИДЕ Кирсан Илюмжинов оказался в санкционном списке США по делу Сирии, в связи с чем в октябре 2017 года Исполком ФИДЕ призвал его не выдвигать свою кандидатуру на следующих выборах. В апреле 2018 года Президентский совет ФИДЕ потребовал от Илюмжинова уйти в отставку, но он отказался это сделать. 13 июля 2018 года комиссия по этике отстранила его от занимаемой должности сроком на 18 месяцев.
Выборы нового президента прошли 3 октября 2018 года на 89-м Конгрессе ФИДЕ в городе Батуми. На пост президента ФИДЕ претендовали три кандидата: Георгиос Макропулос, Найджел Шорт и Аркадий Дворкович. Во время предвыборной речи Шорт снял свою кандидатуру в пользу Дворковича. Получив по итогам голосования 103 голоса против 78 у Макропулоса, новым главой ФИДЕ стал Аркадий Дворкович.
7 августа 2022 года на генеральной ассамблее Международной шахматной федерации в индийском городе Ченнаи Аркадий Дворкович был переизбран на пост президента ФИДЕ, набрав по итогам голосования 157 голосов. Кроме него на эту должность претендовал Андрей Баришполец, набравший 16 голосов, а также Инал Шерипов и Бахар Куатли, которые сняли свои кандидатуры до выборов. Вице-президентом организации стал 15-й чемпион мира по шахматам Вишванатан Ананд.

## Турниры
Помимо матчей за звание чемпиона мира, ФИДЕ также проводит чемпионаты мира по рапиду и блицу (с 2001 года по быстрым шахматам; с 2006 года по блицу), шахматные олимпиады и другие турниры. Ниже представлены соревнования, проходимые под эгидой Международной шахматной федерации:

### Существующие
| Соревнование                           | Год  | Федерация         | Чемпион           | Следующее соревнование |
| -------------------------------------- | ---- | ----------------- | ----------------- | ---------------------- |
| Матч за звание чемпиона мира           | 2023 | Китай             | Дин Лижэнь        | 2024                   |
| Матч за звание чемпионки мира          | 2023 | Китай             | Цзюй Вэньцзюнь    | 2024                   |
| Чемпионат мира по рапиду               | 2023 | Норвегия          | Магнус Карлсен    | 2024                   |
| Чемпионат мира по блицу                | 2023 | Норвегия          | Магнус Карлсен    | 2024                   |
| Шахматная олимпиада                    | 2022 | Узбекистан        | Узбекистан        | 2024                   |
| Кубок мира                             | 2023 | Норвегия          | Магнус Карлсен    | 2024                   |
| Командный чемпионат мира по рапиду     | 2024 | «Al-Ain ACMG UAE» | «Al-Ain ACMG UAE» | 2025                   |
| Командный чемпионат мира по блицу      | 2024 | «WR Chess Team»   | «WR Chess Team»   | 2025                   |
| Чемпионат мира среди юниоров — юноши   | 2024 | Казахстан         | Казыбек Ногербек  | 2025                   |
| Чемпионат мира среди юниоров — девушки | 2024 | Индия             | Дивья Дешмукх     | 2025                   |

### Упразднённые
| Соревнование                         | Год  | Федерация | Чемпион |
| ------------------------------------ | ---- | --------- | ------- |
| Командный чемпионат мира по шахматам | 2019 | Россия    | Россия  |

## Признание МОК
В 1999 году ФИДЕ была признана Международным олимпийским комитетом (МОК) как международная организация, руководящая видом спорта, не входящим в олимпийскую программу. Два года спустя ФИДЕ ввела антидопинговые правила в шахматах в рамках кампании, направленной на то, чтобы шахматы стали частью Олимпийских игр. По шахматам проводится отдельная Шахматная олимпиада, проходящая раз в два года и представляющая собой командное соревнование.